# Echinaster stereosomus
Echinaster stereosomus is een zeester uit de familie Echinasteridae.
De wetenschappelijke naam van de soort werd in 1913 gepubliceerd door Walter Kenrick Fisher.